# Проєкція (реляційна алгебра)
Проєкція в реляційній алгебрі — унарна операція, що дозволяє отримати «вертикальну» підмножину даного відношення, або таблиці, тобто таку підмножину, яка утворюється вибором визначених атрибутів з наступним виключенням, якщо це необхідно, дублікатів кортежів. Нехай дана таблиця {\displaystyle T} з атрибутами {\displaystyle A_{1},\;A_{2},\;\ldots ,\;A_{n}}, тобто {\displaystyle T(A_{1},\;A_{2},\;\ldots ,\;A_{n})} і деяка підмножина множини атрибутів {\displaystyle \{A_{i_{1}},\;A_{i_{2}},\;\ldots ,\;A_{i_{k}}\}}. Результатом проєкції таблиці за вибраними атрибутами називається нова таблиця {\displaystyle T(A_{i_{1}},\;A_{i_{2}},\;\ldots ,\;A_{i_{k}})}, отримана з початкової таблиці викресленням атрибутів, що не входять у вибрану множину, з наступним видаленням дублікатів кортежів.
При виконання проєкції необхідно задати відношення і деякий набір його атрибутів, який стане заголовком результату.

## Приклад
Наприклад, візьмемо відношення представлене такими двома таблицями, які є відношенням Особа та його проєкцією на Вік і Вагу:
| Ім'я    | Вік | Вага |
| ------- | --- | ---- |
| Василь  | 34  | 80   |
| Марічка | 28  | 64   |
| Петро   | 29  | 70   |
| Оксана  | 54  | 54   |
| Степан  | 34  | 80   |

| Вік | Вага |
| --- | ---- |
| 34  | 80   |
| 28  | 64   |
| 29  | 70   |
| 54  | 54   |

Варто звернути увагу, що потужність проєкції може дорівнювати нулю.